# Pleione (Stern)
Der Stern Pleione ist ein Mitglied des Sternhaufens Plejaden im Sternbild Stier. Neben seinem Eigennamen trägt er noch die Bezeichnungen 28 Tauri und die Veränderlichen-Bezeichnung BU Tauri.
Benannt ist der Stern nach Pleione, der Mutter der Plejaden in der griechischen Mythologie. 

## Eigenschaften
Pleione gehört zu den bizarren der bekannten Sterne in der Milchstraße: sie rotiert so schnell, dass die Sterngestalt nicht mehr kugelförmig, sondern diskusähnlich abgeplattet ist. Im Äquatorbereich gibt sie Materie in Form einer Plasmascheibe (decretion disk) ab. Diese ist so heiß, dass etwa die Hälfte der Strahlung dieses Sterns von der Scheibe, nicht vom Stern erzeugt wird. Es gibt Hinweise auf eine Präzession der Scheibenachse, möglicherweise verursacht durch einen Begleitstern. Ein kleinerer Begleitstern und eine protoplanetare Scheibe werden vermutet.
Pleione befindet sich nach den vorläufigen Messergebnissen der Raumsonde Gaia in einer Entfernung von etwa 450 Lichtjahren von der Erde, während die Hipparcos-Mission eine Entfernung des Sterns von 382 Lichtjahren konstatierte. Er ist ein veränderlicher Be-Stern, der seine Helligkeit in unregelmäßigen Abständen zwischen 4,83m und 5,38m ändert.